# Конвой Рабаул — Палау (16.01.43 — 22.01.43)
Конвой Рабаул — Палау (16.01.43 — 22.01.43) — японський конвой часів Другої світової війни, проведення якого відбувалось у січні 1943 року.
Конвой сформували на острові Нова Британія в Рабаулі — головній передовій базі японців в архіпелазі Бісмарка, з якої провадились операції на Соломонових островах та сході Нової Гвінеї. Кінцевим пунктом маршруту при цьому був Палау (важливий транспортний хаб на заході Каролінських островів).
До складу конвою увійшли транспорти «Індія-Мару», «Брасіл-Мару», «Чифуку-Мару», «Клайд-Мару», «Делагоа-Мару», «Фукоку-Мару», «Фукуйо-Мару» та «Учіде-Мару». Ескорт складався з тральщиків W-17 та W-21.
Уранці 16 січня 1943 року судна вийшли з Рабаула. Невдовзі, всього за 40 км на північний захід від Рабаула, «Чифуку-Мару» було потоплене підводним човном Growler, загинув один член екіпажу.
22 січня конвой прибув до Палау.